# Co w trawce piszczy?
Co w trawce piszczy? (ang. Leaves of Grass) – amerykańska komedia kryminalna z 2009 roku oparty na scenariuszu i reżyserii Tima Blake’a Nelsona.
Film miał premierę 14 września 2009 roku podczas Międzynarodowego Festiwalu Filmowego w Toronto.

## Fabuła
Bill i Brady Kincaid to bracia bliźniacy. Pierwszy jest profesorem filozofii, drugi - dilerem narkotyków. Gdy Bill jedzie na pogrzeb brata, okazuje się on sprytnie zaplanowaną mistyfikacją. Wykładowca zostaje wplątany w kryminalną intrygę.

## Obsada
- Edward Norton jako Bill i Brady Kincaid
- Richard Dreyfuss jako Pug Rothbaum
- Susan Sarandon jako Daisy Kincaid
- Keri Russell jako Janet
- Tim Blake Nelson jako Rick Bolger[2]
- Melanie Lynskey jako Colleen
- Steve Earle jako Buddy Fuller[2]
- Lucy DeVito jako Anne[2]
- Lee Wilkof jako Nathan Levy
- Ken Cheeseman jako Jimmy Fuller
- Maggie Siff jako Rabbi Renannah Zimmerman
- Josh Pais jako Ken Feinman
- Ty Burrell jako Professor Sorenson
- Pruitt Taylor Vince jako Big Joe Sharpe